# B-Juniorinnen-Bundesliga 2021/22
Die Saison 2021/22 war die zehnte Spielzeit der B-Juniorinnen-Bundesliga. Die Saison begann am 14. August 2021. Gespielt wurde in drei Staffeln mit jeweils 14 (Staffel Nord/Nordost) bzw. zwölf (Staffeln West/Südwest und Süd) Mannschaften.

## Staffel Nord/Nordost

### Tabelle
Der FF USV Jena trat vor Saisonbeginn dem FC Carl Zeiss Jena bei. Am Saisonende zog der FC Carl Zeiss Jena seine Mannschaft zurück, die künftig in der Verbandsliga Thüringen der männlichen C-Jugend antritt. Dadurch verblieb der Magdeburger FFC in der Bundesliga.
| Pl.               | Verein                      | Sp. | S  | U  | N  | Tore    | Diff. | Punkte |
| ----------------- | --------------------------- | --- | -- | -- | -- | ------- | ----- | ------ |
| 1.                | Hamburger SV                | 26  | 21 | 1  | 4  | 076:280 | +48   | 64     |
| 2.                | 1. FC Union Berlin          | 26  | 19 | 4  | 3  | 069:300 | +39   | 61     |
| 3.                | VfL Wolfsburg               | 26  | 19 | 3  | 4  | 061:170 | +44   | 60     |
| 4.                | SV Meppen                   | 26  | 19 | 2  | 5  | 072:210 | +51   | 59     |
| 5.                | SpVg Aurich                 | 26  | 13 | 5  | 8  | 056:340 | +22   | 44     |
| 6.                | Werder Bremen               | 26  | 11 | 8  | 7  | 071:390 | +32   | 41     |
| 7.                | Hertha Zehlendorf           | 26  | 12 | 3  | 11 | 047:510 | −4    | 39     |
| 8.                | FC Carl Zeiss Jena          | 26  | 11 | 1  | 14 | 042:530 | −11   | 34     |
| 9.                | Magdeburger FFC             | 26  | 10 | 3  | 13 | 050:650 | −15   | 33     |
| 10.               | 1. FFC Turbine Potsdam      | 26  | 5  | 10 | 11 | 037:490 | −12   | 25     |
| 11.               | Hannover 96                 | 26  | 6  | 5  | 15 | 048:780 | −30   | 23     |
| 12.               | Harburger TB 1865           | 26  | 5  | 5  | 16 | 032:580 | −26   | 20     |
| 13.               | Holstein Kiel (N)           | 26  | 2  | 2  | 22 | 019:820 | −63   | 08     |
| 14.               | 1. FC Neubrandenburg 04 (N) | 26  | 2  | 2  | 22 | 019:940 | −75   | 08     |
| Stand: Saisonende |                             |     |    |    |    |         |       |        |

| (N) | Aufsteiger |

### Aufstiegsrunde
Aus dem Bereich des Nordostdeutschen Fußballverbandes gab es keine Bewerber für die Bundesliga. Daher stellt der Norddeutsche Fußballverband beide Aufsteiger. An der Aufstiegsrunde nahmen der Osnabrücker SC, Holstein Kiel II und der Eimsbütteler TV teil. Gespielt wurde am 11., 18. und 26. Juni 2022.
|                  | Ergebnis |                  |
| ---------------- | -------- | ---------------- |
| Holstein Kiel II | 1:5      | Eimsbütteler TV  |
| Eimsbütteler TV  | 1:0      | Osnabrücker SC   |
| Osnabrücker SC   | 5:0      | Holstein Kiel II |

| Pl. | Verein           | Sp. | S | U | N | Tore    | Diff. | Punkte |
| --- | ---------------- | --- | - | - | - | ------- | ----- | ------ |
| 1.  | Eimsbütteler TV  | 2   | 2 | 0 | 0 | 006:100 | +5    | 06     |
| 2.  | Osnabrücker SC   | 2   | 1 | 0 | 1 | 005:100 | +4    | 03     |
| 3.  | Holstein Kiel II | 2   | 0 | 0 | 2 | 001:100 | −9    | 0      |

## Staffel West/Südwest

### Tabelle
Die Partie zwischen dem 1. FC Saarbrücken und dem 1. FC Köln vom vorletzten Spieltag wurde abgesetzt.
| Pl.               | Verein                   | Sp. | S  | U | N  | Tore    | Diff. | Punkte |
| ----------------- | ------------------------ | --- | -- | - | -- | ------- | ----- | ------ |
| 1.                | FSV Gütersloh 2009       | 22  | 15 | 6 | 1  | 058:180 | +40   | 51     |
| 2.                | Bayer 04 Leverkusen      | 22  | 14 | 7 | 1  | 076:310 | +45   | 49     |
| 3.                | FC Speyer 09             | 22  | 13 | 6 | 3  | 041:230 | +18   | 45     |
| 4.                | SGS Essen                | 22  | 12 | 7 | 3  | 041:220 | +19   | 43     |
| 5.                | 1. FC Köln               | 21  | 10 | 7 | 4  | 040:280 | +12   | 37     |
| 6.                | Borussia Mönchengladbach | 22  | 10 | 4 | 8  | 052:320 | +20   | 34     |
| 7.                | SG 99 Andernach (N)      | 22  | 8  | 1 | 13 | 032:430 | −11   | 25     |
| 8.                | TuS Issel                | 22  | 6  | 3 | 13 | 029:370 | −8    | 21     |
| 9.                | FC Iserlohn 46/49        | 22  | 6  | 3 | 13 | 023:390 | −16   | 21     |
| 10.               | SSV Rhade                | 22  | 4  | 6 | 12 | 019:340 | −15   | 18     |
| 11.               | SC 13 Bad Neuenahr       | 22  | 5  | 2 | 15 | 023:480 | −25   | 17     |
| 12.               | 1. FC Saarbrücken        | 21  | 2  | 0 | 19 | 013:920 | −79   | 06     |
| Stand: Saisonende |                          |     |    |   |    |         |       |        |

| (N) | Aufsteiger |

## Staffel Süd

### Tabelle
Der FFC Pohlheim verzichtete auf die Teilnahme.
| Pl.               | Verein                   | Sp. | S  | U | N  | Tore    | Diff. | Punkte |
| ----------------- | ------------------------ | --- | -- | - | -- | ------- | ----- | ------ |
| 1.                | Eintracht Frankfurt      | 22  | 19 | 2 | 1  | 070:130 | +57   | 59     |
| 2.                | TSG 1899 Hoffenheim      | 22  | 17 | 2 | 3  | 056:190 | +37   | 53     |
| 3.                | SC Freiburg              | 22  | 16 | 1 | 5  | 079:200 | +59   | 49     |
| 4.                | FC Bayern München        | 22  | 11 | 7 | 4  | 047:170 | +30   | 40     |
| 5.                | VfL Sindelfingen         | 22  | 10 | 4 | 8  | 039:320 | +7    | 34     |
| 6.                | SV Alberweiler           | 22  | 10 | 2 | 10 | 040:400 | ±0    | 32     |
| 7.                | TSV Crailsheim           | 22  | 8  | 6 | 8  | 034:440 | −10   | 30     |
| 8.                | 1. FC Donzdorf           | 22  | 8  | 4 | 10 | 028:410 | −13   | 28     |
| 9.                | SC Dortelweil            | 22  | 6  | 6 | 10 | 023:340 | −11   | 24     |
| 10.               | SpVgg Greuther Fürth (N) | 22  | 4  | 2 | 16 | 019:590 | −40   | 14     |
| 11.               | FSV Hessen Wetzlar (N)   | 22  | 1  | 3 | 18 | 016:730 | −57   | 06     |
| 12.               | TSV Schwaben Augsburg    | 22  | 1  | 3 | 18 | 011:700 | −59   | 06     |
| Stand: Saisonende |                          |     |    |   |    |         |       |        |

| (N) | Aufsteiger |

## Endrunde um die Deutsche B-Juniorinnen-Meisterschaft 2022
Folgende Mannschaften qualifizierten sich sportlich für die Endrundenspiele:
| - Meister der Staffel Nord/Nordost: Hamburger SV - Vizemeister der Staffel Nord/Nordost: 1. FC Union Berlin | - Meister der Staffel West/Südwest: FSV Gütersloh 2009 - Meister der Staffel Süd: Eintracht Frankfurt |

### Halbfinale
Die Spiele fanden am 4. und 18. Juni 2022 statt.
|                    | Gesamt          |                     | Hinspiel  | Rückspiel |
| ------------------ | --------------- | ------------------- | --------- | --------- |
| Hamburger SV       | 3:3 (3:2 i. E.) | FSV Gütersloh 2009  | 2:2 (0:1) | 1:1       |
| 1. FC Union Berlin | 0:6             | Eintracht Frankfurt | 0:2 (0:0) | 0:4 (0:3) |

### Finale
Das Spiel fand am 25. Juni 2022 im Stadion Hoheluft in Hamburg vor 633 Zuschauern statt.
| Hamburger SV                                  | Hamburger SV | Eintracht Frankfurt | Eintracht Frankfurt |
| --------------------------------------------- | --- | --- | ------------------- |
| Hamburger SV                                  | \| Finale \| \| 25. Juni 2022 in Hamburg (Stadion Hoheluft) \| \| Ergebnis: 2:1 (2:0) \| \| Zuschauer: 633 \| \| Schiedsrichterin: Irina Stremel (Nordstemmen) \|                                                                                     | \| Finale \| \| 25. Juni 2022 in Hamburg (Stadion Hoheluft) \| \| Ergebnis: 2:1 (2:0) \| \| Zuschauer: 633 \| \| Schiedsrichterin: Irina Stremel (Nordstemmen) \| | Eintracht Frankfurt |
| Hamburger SV                                  | Caroline Jutta Blum – Nele Elise Karowski, Emily Wallrabenstein, Katinka Siegesmund, Amira Dahl, Lilly Krüger, Melina Bünning, Lisa Baum, Melina Walheim (77. Pia Topel), Helena Gavrilovic (68. Maya Krieter), Arjela Lako Cheftrainer: Niels Quante | Lina Altenburg – Jana Faude (52. Vivian Hoff), Jella Veit, Lisa Berger (76. Emilia Grund), Cecile Carneiro, Katharina Rust, Paulina Platner, Sarah Wiesner (52. Sarah Khalifa), Loreen Bender, Alma Schriewer (52. Lina Bellmann), Sarah Preuß Cheftrainer: Wolfgang Schmidt | Eintracht Frankfurt |
| Hamburger SV                                  | 1:0 Baum (11.) 2:0 Gavrilovic (22.) | 2:1 Rust (57.) | Eintracht Frankfurt |
| Finale                                        | | |                     |
| 25. Juni 2022 in Hamburg (Stadion Hoheluft)   | | |                     |
| Ergebnis: 2:1 (2:0)                           | | |                     |
| Zuschauer: 633                                | | |                     |
| Schiedsrichterin: Irina Stremel (Nordstemmen) | | |                     |